# Zeberio
Zeberio város Spanyolországban,  Bizkaia tartományban. Zeberio Ugao-Miraballes, Arrigorriaga, Zaratamo, Galdakao, Bedia, Igorre, Arantzazu, Artea, Orozko és Arrankudiaga községekkel határos. Lakosainak száma 1081 fő (2024).

## Népesség
A település népessége az utóbbi években az alábbiak szerint változott:
| Lakosok száma | 961  | 1025 | 1072 | 1054 | 1075 | 1085 | 1074 | 1073 | 1084 | 1081 |
|               | 2001 | 2004 | 2007 | 2009 | 2012 | 2014 | 2017 | 2019 | 2022 | 2024 |